# Gnaeus Servilius Caepio (Konsul 203 v. Chr.)
Gnaeus Servilius Caepio († 174 v. Chr.) entstammte der römischen Patrizierfamilie der Servilier und war 203 v. Chr. Konsul.

## Leben
Gnaeus Servilius Caepio war der Sohn oder Enkel des gleichnamigen Konsuls von 253 v. Chr. Er wurde 213 v. Chr. in das Priesterkollegium der Pontifices aufgenommen, und bekleidete 207 v. Chr. die kurulische Ädilität. 205 v. Chr. fiel ihm als Stadtprätor die Aufgabe zu, enteignete Campaner umzusiedeln.
203 v. Chr. wurde Caepio gemeinsam mit Gaius Servilius Geminus zum Konsul gewählt. In dieser Endphase des Zweiten Punischen Krieges wurde Hannibal aus Italien in seine Heimat zurückgerufen und so konnte Caepio in der ihm zugewiesenen Provinz Bruttium die Unterwerfung der letzten noch von den Karthagern gehaltenen Städte erreichen. Völlig unglaubwürdig ist der anscheinend nur von Valerius Antias, aber keinem anderen Annalisten gebrachte Bericht, dass Caepio bei Kroton gegen Hannibal vor dessen Abreise aus Italien gekämpft habe, wobei 5000 Gegner der Römer gefallen seien. Nach der Abfahrt des großen punischen Feldherrn von der Apenninhalbinsel wollte Caepio ihm nach Afrika nachsetzen und begab sich zu diesem Zweck zunächst nach Sizilien, doch sollte er angeblich auf die Aufforderung des Senats hin seine Verfolgung aufgeben und in Italien bleiben. Auch diese Episode erscheint nicht glaubhaft.
Nachdem Hannibal in seiner Heimat als Sufet die politische Führung übernommen hatte, machte er sich einflussreiche Feinde, die ihn in Rom verleumdeten. Im Auftrag des Senats ging Caepio 195 v. Chr. an der Spitze einer dreiköpfigen Gesandtschaft – der außerdem Marcus Claudius Marcellus und Quintus Terentius Culleo angehörten – nach Karthago, um dort Hannibal anzuklagen, dass er Kriegspläne mit dem Seleukidenkönig Antiochos III. geschmiedet habe. Um den großen Punier zu täuschen, sollten die Gesandten andere Gründe für ihre Mission vorschützen. Caepio war angeblich auch heimlich mit der Beseitigung Hannibals beauftragt worden. Dieser schöpfte jedenfalls rasch Verdacht und flüchtete aus Karthago.
Eine weitere diplomatische Tätigkeit übernahm Caepio 192 v. Chr. Damals gehörte er zusammen mit Publius Villius Tappulus und einem Prätorier Gnaeus Octavius zu einer von Titus Quinctius Flamininus geleiteten Gesandtschaft nach Griechenland. Jeweils allein oder zu zweit führten die auf verschiedenen Reiserouten wandelnden römischen Diplomaten Verhandlungen in mehreren griechischen Staaten.
Der römische Historiker Titus Livius überliefert als Caepios Todesjahr 174 v. Chr., in dem er einer grassierenden Seuche erlag. Sein Sohn war der gleichnamige Konsul von 169 v. Chr.